# دراغون بول: المغامرة الغامضة
فيلم كرتون دراغون بول الجزء الثالث المغامرة الغامضة (بالإنجليزية: Dragon Ball: Mystical Adventure 1988)‏، تدور قصة فيلم كرتون دراجون بول الجزء الثالث المغامرة الغامضة حول الشابان غوكو وهوشي اللذان يتدربان على يد حكيم البحار السبعة كامي للمشاركة في بطولة العالم لفنون الدفاع عن النفس التي تقام في مدينة ميفان. يحاول إمبراطور ميفان، تشياوتسو، العثور على «ران ران». ويعمل «الوزير» السيد شين على رادار الإمبراطور بيلاف لتحديد أماكن كرات التنين السبعة. يدعي السيد شن وتاو أنهم سيستخدمون رغبة شنرون في تحديد موقع ران ران الدمية الخاصة بالإمبراطور، ولكنهم في الحقيقة يحاولون بمساعدة تيان قتل تشياوتزو والاستيلاء على البلاد.

## وصلات خارجية
- دراغون بول: المغامرة الغامضة على موقع IMDb (الإنجليزية)
- دراغون بول: المغامرة الغامضة على موقع روتن توميتوز (الإنجليزية)
- دراغون بول: المغامرة الغامضة على موقع نتفليكس (الإنجليزية)
- دراغون بول: المغامرة الغامضة على موقع ألو سيني (الفرنسية)
- دراغون بول: المغامرة الغامضة على موقع فيلمافينيتي (الإسبانية)
- دراغون بول: المغامرة الغامضة على موقع قاعدة بيانات الفيلم (الإنجليزية)
- دراغون بول: المغامرة الغامضة على موقع ليتربوكسد (الإنجليزية)
- دراغون بول: المغامرة الغامضة على موقع كينوبويسك (الروسية)
- دراغون بول: المغامرة الغامضة على موقع ANN anime (الإنجليزية)